# Talansan
 (mai 2020).
Le contenu est difficilement compréhensible vu les erreurs de traduction, qui sont peut-être dues à l'utilisation d'un logiciel de traduction automatique.
 (mai 2020).
 (mai 2020).
Talansan a été le lieu d'une bataille au Fouta Djallon, dans ce qui est aujourd'hui la Guinée, remportée par les forces musulmanes. La bataille a été un événement clé du djihad au cours duquel l'Imamat de Fouta Djallon a été créé à la fin des années 1700. 
Les marabouts se sont opposés aux dirigeants établis dans la région, qui résistaient à la conversion à l'islam, la bataille de Talansan fut une victoire décisive pour les premiers  .
Talansan était un emplacement à l'est de Timbo sur les rives de la rivière Bafing  . 
Selon la tradition, une force de 99 musulmans a vaincu une force infidèle dix fois plus grande, tuant beaucoup de leurs adversaires . Cependant, la lutte pour convertir la population a continué de rencontrer une résistance, en particulier de la part des éleveurs nomades Fulbe. Ils craignaient à juste titre que les marabouts utilisent la religion pour affirmer le contrôle de leur vie . 
D'autres[Qui ?] disent que la bataille a eu lieu en 1747 ou 1748, après de nombreuses années de combats pour lesquels les rapports historiques ont été perdus  .
Un passage de l'histoire traditionnelle peul publiée par une société missionnaire en 1876 soutient la date antérieure, disant que la bataille a eu lieu au début du jihad, et que Karamoko Alfa de Timbo a été intronisé après la victoire et a régné pendant dix-huit ans .

## Guerre
- 1726 : Bataille de Talansan